# MIBR
O Made in Brazil, comumente referido com seu nome abreviado MIBR (podendo ser estilizado como MiBR ou mibr), é uma organização brasileira de esportes eletrônicos. Atualmente, a organização possui equipes ativas de Counter-Strike 2, Rainbow Six Siege, e Valorant. Foi fundado em 1º de março de 2003, na cidade do Rio de Janeiro, pelo empresário Paulo Velloso.
Conhecido por ser a única organização brasileira a ter uma equipe campeã mundial de Counter-Strike, o MIBR teve grande participação na popularização e profissionalização do CS 1.6 no Brasil, onde a equipe organizava campeonatos e mantinha um site com notícias não só apenas do time mas como de todo o cenário brasileiro de Counter-Strike.
O MIBR foi pioneiro entre as equipes brasileiras no quesito de transferências, sendo a primeira equipe nacional a contar com um jogador estrangeiro em seu elenco, quando contratou o norueguês Jonas "bsl" Alsaker Vikan, ainda em 2003. Além de bsl, o Made in Brazil também foi casa de vários outros grandes jogadores nacionais, como Bruno "BIT" Lima, Raphael "cogu" Camargo, Lincoln "fnx" Lau, Renato "nak" Nakano, Bruno "bruno" Ono, Carlos "KIKO" Segal, Gabriel "FalleN" Toledo, Fernando "fer" Alvarenga, Marcelo "coldzera" David e Epitácio "TACO" de Melo.
Entre os outros títulos da equipe, estão o Brasileirão de Rainbow Six Siege de 2020 e a ESL Challenger Melbourne de 2024, conquistada no CS2.

## História

### Início e conquistas (2003–2012)
O Made in Brazil foi fundada em 2003 no Rio de Janeiro quando o empresário Paulo Velloso decidiu investir na equipe de Counter-Strike do seu filho Rafael "pred" Velloso. O investimento de Paulo elevou o nível da equipe e a levou a se tornar a melhor equipe do Brasil atraindo a atenção do mundo para o Counter-Strike brasileiro, consolidando o país como uma das potências do esporte eletrônico, se tornando o único time brasileiro campeão da Electronic Sports World Cup (em 2006), competição que era considerada a Copa do Mundo de esportes eletrônicos na época, além de outros títulos importantes como a shgOpen 2007, a DreamHack Winter 2007, e a GameGune 2008.
Em 14 de março de 2012 a organização anunciou o fim das atividades.
"Gostaríamos de agradecer a toda a comunidade que nos acompanhou durante esses anos, que reconheceu o MIBR como um time de excelência, significado de vitória. Nem sempre isso foi possível, e nossa torcida esteve presente nos piores momentos pelos quais passamos, seja criticando ou apoiando. Reconhecíamos as críticas como uma demonstração de carinho por aquela que é a maior organização de Counter-Strike que o Brasil já teve. Os elogios serviam para mostrar que estávamos no caminho certo e que o trabalho estava produzindo resultados satisfatórios.
Quantas noites em claro para assistir o MIBR jogar, para ver os brasileiros representando as cores verde-e-amarelo contra as principais equipes do mundo.
Ao público que criticou, elogiou, sugeriu, enfim... verdadeiramente torceu, o nosso muito obrigado.
Não desistimos, não falimos, não perdemos. É apenas o fim de um ciclo. Um ciclo vitorioso. Mas pode não ser um adeus, talvez somente um até logo."

### Retorno, expansão e Immortals Gaming Club (2018–presente)
Em 7 de junho de 2018, Noah Whinston, então CEO da Immortals, anunciou o retorno da marca, agora como propriedade da organização americana (que já havia tido elencos brasileiros desde 2016) com os ex-jogadores da SK Gaming. Pouco mais tarde, no dia 23 de junho, ocorreu um evento onde foi revelado os jogadores de Counter-Strike: Global Offensive da organização. 
Em 31 de agosto de 2020, Ricardo "dead" Sinigaglia, então técnico e gerente da equipe de Counter-Strike: Global Offensive, foi suspenso de suas funções devido à acusações de violações de regras que implicariam na quebra de integridade competitiva da ESL ONE: Road to Rio. Posteriormente, em 13 de setembro de 2020, Ricardo foi removido da equipe junto com Epitácio "TACO" de Melo, e Fernando "fer" Alvarenga. Pouco depois, insatisfeito com a decisão da organização, Gabriel "FalleN" Toledo pediu para ser retirado.

## Divisões atuais

### Counter-Strike: Global Offensive

#### Refundação (2018)
A primeira formação do MIBR no Counter-Strike: Global Offensive (CS:GO) foi composta por ex-jogadores da SK Gaming, incluindo Gabriel "FalleN" Toledo, Fernando "fer" Alvarenga e Marcelo "coldzera" David, bicampeões mundiais em 2016 nos torneios de Columbus e Colônia. Completavam a line-up Ricardo "boltz" Prass, vice-campeão do Major de Cracóvia em 2017 pela Immortals, e o norte-americano Jacky "Stewie2K" Yip, campeão do Major de Boston em 2018 pela Cloud9. Para a comissão técnica, o MIBR trouxe o treinador brasileiro Ricardo "dead" Sinigaglia e o analista alemão Jan "swani" Müller, ambos também vindos da SK Gaming.
Menos de um mês após a mudança de equipe, Ricardo "boltz" Prass foi movido ao banco de reservas e Jan "swani" Müller teve seu contrato rescindido com a organização. Para suprir a saída de boltz do time titular, o MIBR anunciou a contratação do norte-americano Tarik "tarik" Celik, ex-companheiro de equipe de Stewie2K na Cloud9.
O primeiro campeonato disputado após as mudanças foi o ELEAGUE Premier, onde o MIBR teve uma campanha abaixo das expectativas. A equipe foi eliminada na primeira fase, com duas derrotas e uma vitória, em um grupo com Astralis, Cloud9 e Team Liquid.
Em 1º de agosto, o Made in Brazil anunciou como novo treinador o sérvio Janko "YNk" Paunović, ex-jogador profissional de Counter-Strike e analista de torneios. YNk já havia participado de diversos Majors como analista, mas essa seria sua primeira experiência como técnico de uma equipe.
Ainda no mesmo mês, o MIBR conquistou o título da ZOTAC Cup Masters, um torneio presencial realizado em Hong Kong. A equipe brasileira sagrou-se campeã ao derrotar a Team Kinguin na final, garantindo seu primeiro título no CS:GO. Apesar da conquista, a torcida ainda esperava resultados mais expressivos, já que a maioria do torneio era composto por equipes de nível inferior.

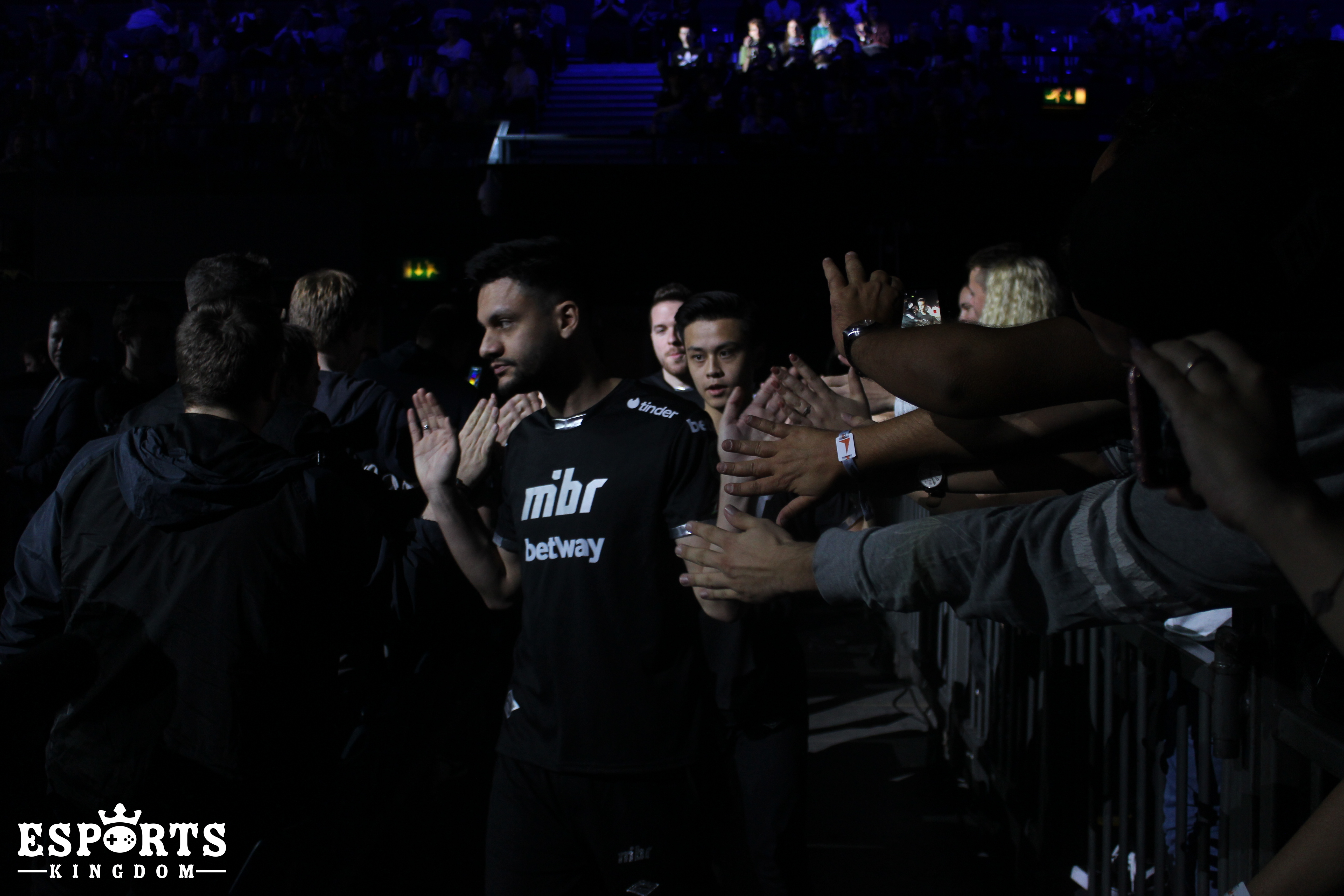
Equipe do MIBR antes da semifinal contra a Natus Vincere

Em setembro, o Made in Brazil disputou o FACEIT Major: London 2018, o segundo e último Major daquele ano. Iniciando na Fase das Lendas, a equipe brasileira garantiu vaga nos playoffs ao terminar em oitavo lugar na classificação geral, com três vitórias e duas derrotas. Durante a campanha na Fase de Grupos, o MIBR venceu a mousesports, a G2 Esports e a Ninjas in Pyjamas, mas sofreu derrotas para a equipe chinesa TyLoo e para a dinamarquesa Astralis, que viria a se consagrar campeã do torneio. Na derrota contra a Astralis, o MIBR se tornou a primeira equipe da história dos Majors de CS:GO a perder um mapa por 16-0.
Nos playoffs, o MIBR superou a compLexity por 2-0, com uma excelente atuação de fer em ambos os mapas. No entanto, na semifinal contra a Natus Vincere, a equipe brasileira não teve chance contra os europeus, que venceram por 2-0.
Uma semana após o Major, o Made in Brazil disputou a BLAST Pro Series: Istanbul, torneio que oferecia uma premiação de US$ 125.000 para a equipe campeã. O MIBR avançou da fase de grupos com três vitórias, um empate e uma derrota, garantindo vaga na final contra a Astralis. Na decisão, disputada em uma série melhor de três, a Astralis venceu novamente o MIBR naquele ano e conquistou o título em Istambul. O destaque foi o dinamarquês device, que acumulou 79 abates ao longo dos três mapas.
Apesar de demonstrar uma melhora após a adição de YNk à comissão técnica, o time capitaneado por FalleN voltou a apresentar resultados abaixo das expectativas no restante da temporada. A única exceção foi o vice-campeonato na Esports Championship Series S6, novamente sendo superado pela Astralis.
No último campeonato do ano, a BLAST Pro Series: Lisbon, o MIBR competiu com a maioria de sua line-up composta por jogadores americanos, pois fer ficou de fora do torneio devido a complicações médicas. Para substituí-lo, a equipe contou com o americano Braxton "swag" Pierce. A equipe ficou em quarto lugar.

#### Mudanças de elenco e nova crise (2019)
Para o ano de 2019, o MIBR promoveu uma série de mudanças em seu elenco, que agora seria composto totalmente por jogadores brasileiros. Primeiramente, o técnico e analista YNk deixou a equipe após o fim do seu contrato, dando lugar ao técnico brasileiro e campeão mundial Wilton "zews" Prado. Enquanto aos jogadores, Stewie2k foi trocado por TACO junto a Team Liquid e tarik foi movido ao banco e substituído por João "felps" Vasconcellos, adquirido junto a equipe da INTZ.

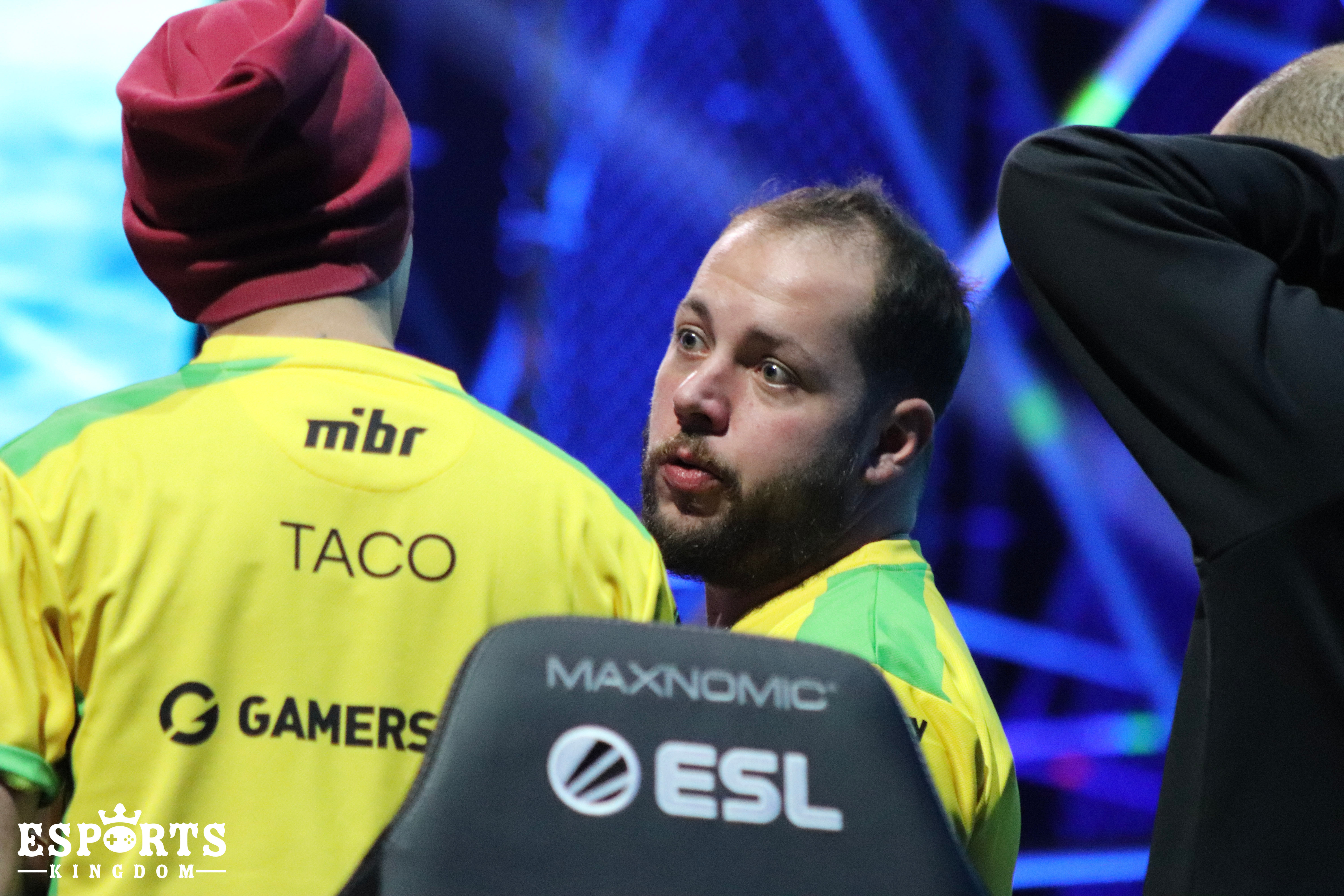
TACO e zews durante o IEM Katowice 2019

No primeiro major do ano, Katowice 2019, o MIBR fez uma boa fase de grupos, derrotando Complexity, G2 e NiP e apenas sendo derrotado pela Cloud9. Nos playoffs, ganharam tranquilamente da Renegades por 2-0 e avançaram as semifinais. No jogo seguinte, a equipe brasileira enfrentou novamente os seus carrascos dinamarqueses, a Astralis. Dessa vez não foi diferente, o MIBR voltou a perder para a Astralis por 2-0 e foi eliminado do torneio, tendo que adiar o sonho do título mundial novamente.
Na sequência da temporada, o MIBR teve resultados cada vez piores, com o principal deles acontecendo na BLAST Pro Series: São Paulo 2019, onde perdeu todos os seus jogos mesmo atuando diante de sua torcida.
Em junho, o Made in Brazil anunciou que havia trocado felps por LUCAS1, que estava na Luminosity. 
Após mais um mês de resultados insatisfatórios, o MIBR decidiu colocar coldzera no banco pouco antes do último Major do ano. A decisão surpreendeu o cenário brasileiro e escancarou a crise que a organização enfrentava. Posteriormente, o próprio jogador revelou que foi ele quem optou por deixar a equipe, alegando que não estava recebendo a atenção que julgava merecer. 
Em agosto, durante o Major de Berlim, o MIBR passou a utilizar zews como um substituto temporário de coldzera. A equipe foi eliminada ainda na fase de grupos com uma vitória e três derrotas. 
Após sua eliminação do Major, o Made in Brazil anunciou como seu novo jogador o brasileiro Vito "kNgV-" Giuseppe, que havia deixado a INTZ para assinar com a organização. 
De olho na temporada de 2020, o MIBR decidiu mover LUCAS1 para o banco e promover a entrada do jovem argentino Ignacio "meyern" Meyer. Na época, meyern já vinha sendo observado de perto pela organização, graças aos bons resultados que havia conquistado com a equipe da Sharks. 

#### Nova rivalidade e reformulação (2020)
Os primeiros resultados da nova line-up não foram bons, já que MIBR não conseguiu se classificar para a IEM Katowice, um dos principais torneios daquele ano. Além disso, amargou campanhas ruins nos outros campeonatos que disputou.
A equipe decidiu trocar de treinador já no mês de março, com zews dando lugar à Ricardo "dead" Sinigaglia. 
Após seu desligamento, zews afirmou que os problemas vividos na organização eram mais complexos, pesados e enraizados do que aparentavam ser. 
Em abril, o MIBR protagonizou um dos momentos mais marcantes da história do CS:GO brasileiro, ao perder de virada o terceiro mapa da final da Flashpoint Season 1 para a MAD Lions. A derrota teve um gosto ainda mais amargo, já que a equipe brasileira havia construído uma vantagem de 12-3 no primeiro tempo da decisão.
No mês seguinte, foi a vez de meyern ser movido ao banco de reservas da organização, que contratou Alencar "trk" Rossato para substitui-lo.

### Rainbow Six Siege
Em 3 de agosto de 2019, Gabriel "FalleN" Toledo e Epitácio "TACO" de Melo anunciaram durante o evento "Encontro das Lendas" que o time de Rainbow Six: Siege da Immortals passaria a fazer parte do MIBR.
Em 2025, a line-up de Rainbow Six do MIBR não apareceu no vídeo de apresentação da organização para a temporada daquele ano, colocando em dúvida o futuro da equipe.

### Valorant

#### Fundação e primeiros anos (2021-2022)
Em 16 de dezembro de 2021, o MIBR oficializou a sua entrada no cenários competitivos de Valorant e Free Fire.
Após a Riot anunciar em abril de 2022 que usaria o modelo de franquias no cenário profissional de Valorant a partir de 2023, o MIBR foi uma das organizações interessadas em participar do VCT Américas, junto de FURIA, Liberty, Vivo Keyd Stars e Los Grandes.
Em setembro de 2022, o Made in Brazil entrou para a lista de dez organizações selecionadas para participar da primeira edição do VCT Américas, em um contrato de 4 anos de duração. Após ser selecionado pela Riot para o programa de parcerias do VCT, o MIBR recebeu um convite para o que seria seu primeiro torneio internacional, o VCT LOCK IN Brazil, que seria realizado no Ginásio do Ibirapuera, São Paulo, de fevereiro à março de 2023. O MIBR foi eliminado na primeira fase do torneio após ser derrotado por 2-0 pela TALON, equipe tailandesa.
Em novembro de 2022, a equipe anunciou o seu novo elenco para a disputa do VCT, que contou com o técnico destaque Matheus "bzkA" Tarasconi, campeão mundial daquele mesmo ano pela equipe da LOUD.

#### Estreia no VCT Américas (2023)
Após uma eliminação precoce no VCT LOCK IN Brazil, o MIBR estreou com derrota de 2-1 para a LOUD no VCT Américas. Nas segunda e terceira rodadas, o Made in Brazil venceu a KRÜ e a NRG, ambas pelo placar de 2-1. Após a vitória sobre a equipe americana, o MIBR teve uma série desastrosa de 5 derrotas seguidas e só voltaria à vencer uma partida na última rodada da competição, batendo a 100 Thieves, também por 2-1.
Com um desempenho ruim de apenas 3 vitórias em 9 jogos, o MIBR terminou a sua participação no VCT na penúltima colocação, não conseguindo atingir os playoffs. Após o fim da temporada regular do VCT Américas, foi realizado um torneio denominado de VCT Américas Last Chance Qualifier, que reunia as 7 equipes remanescentes do VCT Américas que ainda não haviam se qualificado para nenhuma competição internacional até aquele momento. O torneio deu ao campeão o direito de participar do Valorant Champions de 2023.
Por ter terminado a temporada regular na penúltima colocação, o MIBR enfrentou a última colocada do VCT Américas, a KRÜ, em uma partida eliminatória em que quem vencesse avançaria de fase para enfrentar o quinto colocado da temporada regular, a FURIA. Após amargar mais uma derrota, desta vez por 2-0, o MIBR caiu na primeira fase do Last Chance das Américas e por isso já não possuía mais nenhuma chance de participar de nenhum dos dois torneios mundiais da categoria.
Após ser eliminado de todas as competições oficiais em que participou, o Made in Brazil se encontrava já sem calendário para o resto do ano já em julho, restando ainda cinco meses para o término do ano. Naquele ano, A escassez de jogos no cenário competitivo de Valorant rendeu críticas à Riot.
Depois de uma temporada pífia em 2023, a organização decidiu reformular o elenco, encerrando os contratos de Murillo "murizzz" Tuchtenhagen e de Olavo "heat" Marcelo. Com este segundo nome já tendo sido movido para a reserva por motivos pessoais durante as rodadas finais do VCT Américas de 2023, sendo substituído provisoriamente por André "Txozin" Saidel até o fim da temporada.
Ainda em outubro de 2023, o MIBR anunciou a chegada de mais um treinador para a sua comissão técnica, que desta vez se tratava de Daniel "fRoD" Montaner, ex-técnico da LOUD e campeão do VCT Américas de 2023. Outros reforços incluíram Matheus "mazin" Araújo, ex-jogador da FURIA, e Arthur "artzin" Araujo, que estava na Legacy.

#### Temporada de 2024
No primeiro torneio da temporada, o VCT Américas Kickoff, o MIBR foi sorteado em grupo com FURIA, Cloud9 e NRG. Após ser derrotado pela Cloud9 por 2-1 na estreia, o MIBR venceu a FURIA por 2-0 na partida de eliminação e enfrentou novamente a Cloud9 na partida decisiva que valia a vaga para o play-in (Repescagem entre os 2 colocados de cada grupo), que desta vez teve vitória brasileira por 2-0. No play-in, o MIBR teve pelo caminho a Sentinels e a G2, onde foi eliminado com 1 vitória e 1 derrota em 2 jogos.
Na primeira etapa do VCT Américas 2024, o MIBR foi sorteado em um grupo com KRÜ, FURIA, Evil Geniuses, LOUD, 100 Thieves e Leviatán. 
Após perder todos os jogos do VCT, o Made in Brazil se despediu da competição na primeira fase, não conseguindo vencer um mapa sequer.
Ainda em maio de 2024, após o fim da primeira etapa do VCT, Matheus "bzkA" Tarasconi se despediu da organização. A equipe também dispensou João "jzz" Pedro, Matheus "RgLM" Rodigoli e Leandro "frz" Gomes, trio que estava na organização desde 2023.
Em 18 de junho, apenas 4 dias antes do início da segunda etapa do VCT Américas, o MIBR anunciou as contratações de Davi "Palla" Alcides, Gabriel "rich" Rosa e Felipe "liazzi" Galiazzi, que fechariam o elenco para a competição.
Em 21 de junho, Daniel "fRoD" Montaner foi promovido a treinador principal da organização.
Na partida contra a Leviatán, durante primeira rodada da segunda etapa do VCT, por problemas com o visto, rich e Palla não se encontravam nos Estados Unidos para jogar a partida. Com isso, os norte-americanos Shahzeeb "ShahZaM" Khan e Amarri "Pa1nt" Peak jogaram provisoriamente pelo MIBR. Palla e rich seriam integrados novamente à equipe na segunda rodada da competição. O Made in Brazil perdeu por 2-0 na sua estreia contra a Leviatán.
Com mais um desempenho ruim, o MIBR terminou a segunda etapa com 1 vitória e 4 derrotas em 5 jogos, conseguindo vencer apenas contra a Evil Geniuses. Na tabela acumulada do VCT, o MIBR venceu 1 jogo e perdeu os outros 9 restantes, terminando a temporada na última colocação e novamente não conseguindo alcançar nenhuma competição internacional.
Em 22 de Novembro, o Made in Brazil voltou novamente a reformular a sua equipe, dispensando; Felipe "liazzi" Galiazzi, Matheus "mazin" Araújo, Davi "Palla" Alcides e Gabriel "rich" Rosa. Um dia depois, Arthur "artzin" Araujo renovou seu contrato com a equipe até o fim de 2025.
Em novembro do mesmo ano, o MIBR formalizou um acordo com os jogadores Aspas, Xenom, Cortezia e NZR para a temporada de 2025. 

### VALORANT Inclusivo - Game Changers

#### Temporada de 2024
Em novembro de 2023, após uma temporada abaixo, o MIBR decidiu reformular sua line-up do VALORANT Inclusivo e encaminhou o acerto com SrN, Mel e Sayuri. No decorrer do mês, a line seguiu mudando e Jubs, ex-W7M, acertou com a organização para 2024, junto com Marlow para a comissão técnica. Em dezembro, o MIBR oficializou o acerto com Jelly, que atuava na LOUD. 
Em 2024, o MIBR apresentou desempenho superior ao ano anterior e consagrou-se campeão do Split 2 e 3 do VCT Game Changers Brazil, encerrando uma dinastia da Team Liquid de dois anos no circuito Game Changers.  No mundial, o MIBR eliminou a GiantX, Zeta Division, Xipto Esports e G2 Gozen, sendo derrotado pela Shopify Rebellion na Grande Final por 3x0. A Shopify não apenas venceu o MIBR, como levou o bicampeonato e iniciou uma nova era no cenário Game Changers Championship. 

## MIBRRap Club
Em 2024, o MIBR entrou no cenário das batalhas de rimas, inicialmente contratando rimadores para divulgar a marca na BDA Anos. Dos contratados (Neo BXD, Apollo e Maria), apenas Neo BXD e Apollo fizeram parte do mesmo trio na competição, Maria participou com outro trio. O time disponibilizou um escritório dedicado à criação de conteúdo, nutricionista, psicólogo e outros benefícios para os MC's.

## Torneios notáveis

### Rainbow Six Siege
| Colocação | Data       | Torneio               | Fase                | Resultado | Premiação | Ref    |
| --------- | ---------- | --------------------- | ------------------- | --------- | --------- | ------ |
| 3º        | 23/05/2021 | Six Invitational 2021 | Final da repescagem | 0 : 2     | $240,000  | [ 46 ] |

### Counter-Strike
| Colocação | Data       | Torneio                              | Fase                      | Resultado | Premiação  |
| --------- | ---------- | ------------------------------------ | ------------------------- | --------- | ---------- |
| 1º        | 23/11/2008 | IEM III American Championship Finals | Final                     | 16 - 10   | $25,000    |
| 3º        | 19/10/2008 | IEM III Global Challenge Montreal    | Final da repescagem       | 6 - 16    | $6,000     |
| 2º        | 05/10/2008 | IEM III Global Challenge Los Angeles | Final                     | 0 : 2     | $10,000    |
| 1º        | 26/07/2008 | GameGune 2008                        | Final                     | 2 : 1     | $18,806.42 |
| 2º        | 29/03/2008 | DreamHack Skellefteå                 | Final                     | 0 : 2     | $0         |
| 1º        | 02/12/2007 | DreamHack Winter 2007                | Final                     | 16 - 11   | $17,215.48 |
| 4º        | 21/10/2007 | IEM II Global Challenge Los Angeles  | Final da repescagem       | 8 - 16    | $3,000     |
| 3º        | 10/08/2007 | WEG e-Stars 2007                     | Fase de grupos            | 1 V 2 E   | $5,000     |
| 4º        | 08/07/2007 | ESWC 2007                            | Decisão do Terceiro lugar | 0 : 2     | $0         |
| 1º        | 12/02/2007 | shgOpen 2007                         | Final                     | 2 : 0     | $21,146.31 |
| 2º        | 19/11/2006 | 2006 CPL Brazil                      | Final                     | 0 : 2     | $4,623     |
| 4º        | 29/09/2006 | KODE5 2006                           | Decisão do Terceiro lugar | 10 - 16   | $0         |
| 1º        | 02/07/2006 | ESWC 2006                            | Final                     | 16 - 6    | $52,000    |
| 4º        | 20/06/2006 | WSVG DreamHack Summer 2006           | Semi-Final da repescagem  | 2 - 16    | $0         |
| 1º        | 30/10/2005 | 2005 CPL Chile                       | Final                     | 16 - 8    | $5,000     |
| 1º        | 30/05/2005 | 2005 CPL Brazil                      | Final                     | 16 - 9    | $12,000    |

### Counter-Strike: Global Offensive
Em negrito indica os Campeonatos Majors.
| Colocação | Data       | Torneio                                                 | Fase           | Resultado | Premiação  | Ref           |
| --------- | ---------- | ------------------------------------------------------- | -------------- | --------- | ---------- | ------------- |
| 2º        | 21/06/2020 | BLAST Premier: Spring 2020 American Finals              | Final          | 0 : 2     | $65,000    | [ 47 ] [ 48 ] |
| 2º        | 19/04/2020 | Flashpoint Season 1                                     | Final          | 1 : 2     | $250,000   | [ 49 ] [ 50 ] |
| 3/4º      | 24/11/2019 | CS:GO Asia Championships 2019                           | Semi-Final     | 1 : 2     | $50,000    | [ 51 ]        |
| 3/4º      | 22/09/2019 | V4 Future Sports Festival - Budapest 2019               | Semi-Final     | 0 : 2     | $22,040.11 | [ 52 ]        |
| 4º        | 14/09/2019 | BLAST Pro Series: Moscow 2019                           | Fase de Grupos | 2/2/1     | $15,000    | [ 54 ]        |
| 3/4º      | 20/07/2019 | Intel Extreme Masters Season XIV - Chicago              | Semi-Final     | 1 : 2     | $25,000    | [ 55 ] [ 56 ] |
| 3/4º      | 04/05/2019 | Intel Extreme Masters Season XIV - Sydney               | Semi-Final     | 0 : 2     | $20,000    | [ 57 ]        |
| 3º        | 13/04/2019 | BLAST Pro Series: Miami 2019                            | Fase de Grupos | 2/1/2     | $25,000    | [ 59 ]        |
| 3/4º      | 02/03/2019 | Intel Extreme Masters Season XIII - Katowice Major 2019 | Semi-Final     | 0 : 2     | $70,000    | [ 60 ] [ 61 ] |
| 4º        | 15/12/2018 | BLAST Pro Series: Lisboa 2018                           | Fase de Grupos | 2/1/2     | $15,000    | [ 63 ]        |
| 3/4º      | 08/12/2018 | ESL Pro League Season 8: Finals                         | Semi-Final     | 0 : 2     | $55,000    | [ 64 ]        |
| 2º        | 25/11/2018 | Esports Championship Series Season 6 - Finals           | Final          | 0 : 2     | $120,000   | [ 65 ]        |
| 2º        | 29/09/2018 | BLAST Pro Series: Istanbul 2018                         | Final          | 1 : 2     | $50,000    | [ 66 ] [ 67 ] |
| 3/4º      | 22/09/2018 | FACEIT Major: London 2018                               | Semi-Final     | 0 : 2     | $70,000    | [ 68 ] [ 69 ] |
| 1º        | 26/08/2018 | ZOTAC Cup Masters 2018                                  | Final          | 3 : 0     | $200,000   |               |